# Kristina Posse
Kristina Posse, född 29 juni 1630 i Fogdö församling, död 26 december 1668 på Västerås slott, var en svensk adelsdam och författare.
Hennes far var Christer Axelsson Posse. Posses morbror var Axel Oxenstierna, Sveriges dåvarande rikskansler. Hon växte upp i hans hem.
Hon gifte sig 1658 med Carl Philip von Sack, landshövding. Efter hans död gifte hon sig med Ernst Johan Creutz den äldre 1668. Hon dog dock bara sex månader efter bröllopet.
Hon har efterlämnat sig en stambok som fortfarande finns bevarad, och som inleds 1648. Enligt dåvarande sed skulle stamböcker inledas med kungliga namnteckningar, och följaktligen pryds förstasidan av drottning Kristinas namnteckning. Den har även pfalzgreve Karl X Gustavs namnteckning. Den innehåller många skildringar av kretsarna kring hovet, och namn på vänner och släktingar, bland annat Maria Eufrosyne av Pfalz, Beata De la Gardie och Beata Leijonhufvud. Agneta Horn har också en namnteckning i stamboken.